# Florent Marcellesi
Florent Marcellesi (ur. 10 kwietnia 1979 w Angers) – francuski ekolog i polityk działający w Hiszpanii, deputowany do Parlamentu Europejskiego VIII kadencji.

## Życiorys
Z wykształcenia inżynier, absolwent Université de Lyon. Kształcił się następnie w Instytucie Nauk Politycznych w Paryżu oraz na Uniwersytecie Kraju Basków. Publikował artykuły na tematy związane z polityką ekologiczną i środowiskową, a także zrównoważonym rozwojem.
Od 2002 działał we francuskich Zielonych, był członkiem kierownictwa młodzieżówki tej partii i asystentem posła Didiera-Claude'a Roda. Później osiedlił się w Hiszpanii, gdzie należał do Los Verdes w Kraju Basków, a następnie dołączył do jednoczącej ugrupowania ekologiczne partii Equo.
W wyborach w 2014 kandydował do Europarlamentu z 2. miejsca na liście koalicji ugrupowań regionalnych i ekologicznych Primavera Europea. Mandat europosła objął w październiku 2016, gdy zrezygnował z niego Jordi Sebastià i Talavera; wykonywał go do 2019. W PE dołączył do frakcji Zielonych i Wolnego Sojuszu Europejskiego. W 2020 został jednym z dwojga rzeczników ugrupowania Equo.